# Порталегре (округ)
О́круг Портале́гре, або Портале́грівський о́круг (порт. Distrito de Portalegre) — округ у Португалії. Окружний адміністративний центр — місто Порталегре. Розташований в східній частині країни. Складова регіону Алентежу. За старим адміністративним поділом, що був чинним до 1976 року, територія округу належала провінціям Верхнє Алентежу і Рібатежу. Площа — 6065 км². Поділяється на 15 муніципалітетів і 69 парафій. Населення — 118 506 ос. (2011), густота населення — 19,54 осіб/км²
. Код ISO 3166-2 — PT-12.

## Географія
На півночі межує з округом Каштелу-Бранку, на заході — з округом Сантарен, на півдні — з округом Евора, на сході — з Іспанією.

## Муніципалітети
1. Авіш
2. Алтер-ду-Шан
3. Арроншеш
4. Гавіан
5. Елваш
6. Кампу-Майор
7. Каштелу-де-Віде
8. Крату
9. Марван
10. Монфорте
11. Ніза
12. Понте-де-Сор
13. Порталегре
14. Созел
15. Фронтейра